# Alexandre Tansman
Alexandre Tansman (polsky Aleksander Tansman, 11. června 1897, Lodž – 15. listopadu 1986, Paříž) byl polský skladatel a klavírní virtuóz žijící ve Francii.

## Život
Jeho rodiči byli Mosze Tancman z Pinsku a Anna Gurwiczová pocházející z Vilniusu .
Své první hudební vzdělání získal v Lodži. Zde působil v místním symfonickém orchestru pod vedením Tadeusze Mazurkiewicze. Zároveň studoval ve Varšavě hudební teorii u Piotra Rytla, kompozici u Henryka Melcera a hru na klavír u Wojciecha Gawrońského. Na Varšavské univerzitě též studoval právo.
Od roku 1920 až do své smrti žil trvale v Paříži, s přestávkou během druhé světové války, kdy jeho rodina kvůli hrozbě holocaustu žila ve Spojených státech. Do Francie se vrátil v roce 1946.
Alexandre Tansman cestoval jako koncertní pianista po Evropě, Severní Americe i Dálném východě. Zasloužený věhlas získal nejen jako virtuózní klavirista a dirigent, ale i jako skladatel.
Tansman byl první polský skladatel, který se rozhodně rozešel s vlivem neoromantismu, zejména utvrzovaným v německé tradici, a přiklonil se k tradici románské. Stal se nesporným spoluzakladatelem neoklasicismu ve světové hudbě, po boku Igora Stravinského, Paula Hindemitha, Francise Poulenca či Alfreda Caselly. Tvorba Tansmana je velmi bohatá a všestranná. Je uznávaný skladatel hudby pro orchestr, klavír a kytaru. Navazoval na polské a židovské tradice se silnými vlivy francouzské a americké hudby.
V letech 1932-1933 Tansman absolvoval umělecké turné po celém světě, během kterého byl poctěn osobně Mahátmou Gándhím a japonským císařem, který dal mu medaili „za jeho příspěvek ke světové kultuře“.
V roce 1977, jako uznání svého příspěvku k hudební kultuře Evropy, se Tansman jako první polský umělec stal členem Královské akademie věd, literatury a umění v Bruselu.
Skladby si u něj objednávaly, mimo jiné, UNESCO a belgická královna. Jedním z projevů uznání za práci skladatele byl úzký vztah, který měl s Charlie Chaplinem, Georgem Gershwinem, Albertem Einsteinem, Thomasem Mannem, Stefanem Zweigiem nebo Pablem Picassem. Ovocem přátelství se Stravinským byla Tansmanova kniha – jeden z nejcennějších a nejspolehlivějších pramenů o zdroji Stravinského kreativity a estetiky – Igor Stravinsky, vydaná v Paříži roku 1948.
Tansmanova díla provedli největší světoví umělci – Sergej Koussevitzky, Tullio Serafin, Arturo Toscanini, Leopold Stokowski, Pierre Monteux, Hermann Abendroth, Andrés Segovia, Erich Kleiber, Otto Klemperer a Grzegorz Fitelberg.
Jeho komorní díla hrála nejznámější smyčcová kvarteta, sólové skladby zavedení klavíristé: Walter Gieseking, José Iturbi, Mieczysław Horszowski, houslisté: Bronisław Huberman, József Szigeti a violoncellisté: Pablo Casals a Grigorij Pjatigorskij.
Svaz polských skladatelů ho jmenoval čestným členem a Akademie múzických umění v Lodži ho poctila čestným doktorátem.